# Machambet
Machambet (kazakiska: Махамбет) är en ort i Kazakstan.   Den ligger i oblystet Atyrau, i den västra delen av landet, 1 500 km väster om huvudstaden Astana. Antalet invånare är 8 905.
Terrängen runt Machambet är mycket platt. Runt Machambet är det mycket glesbefolkat, med 2 invånare per kvadratkilometer. Det finns inga andra samhällen i närheten. Trakten runt Machambet består i huvudsak av gräsmarker.